# 2007年ミャンマー反政府デモ

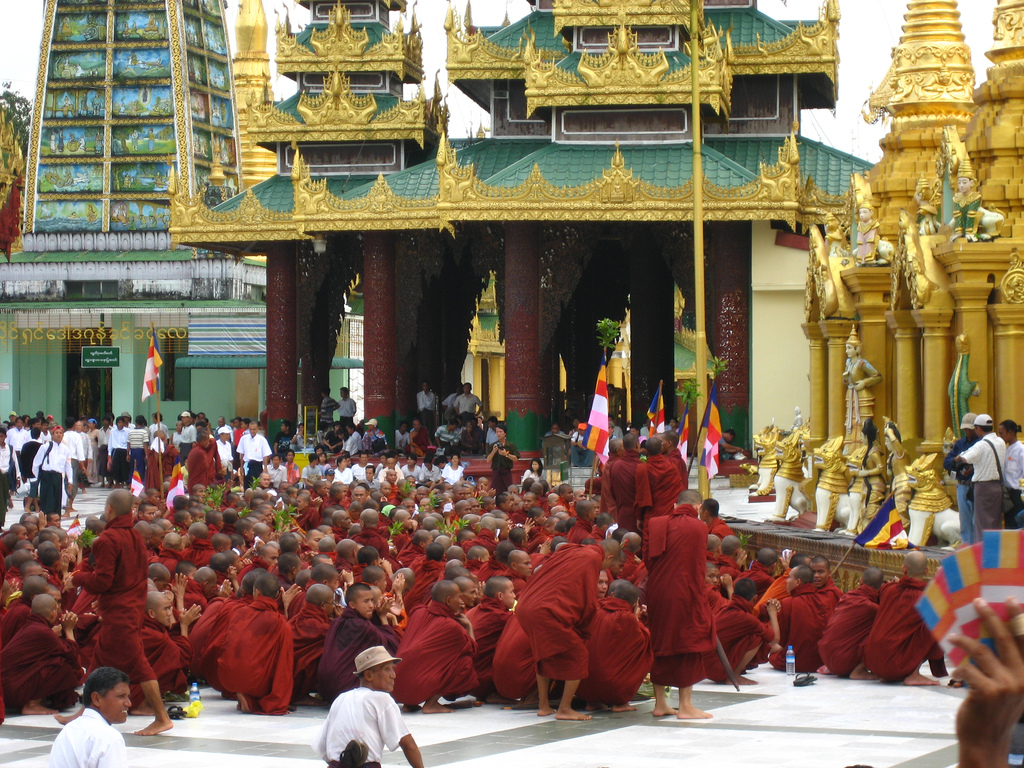
ヤンゴンのシュエダゴン・パゴダに集う僧侶

2007年ミャンマー反政府デモ（にせんななねんミャンマーはんせいふでも）、あるいはサフラン革命（Saffron Revolution）は、2007年9月にミャンマー（ビルマ）で起きた大規模な抗議デモである。
食料価格の高騰をきっかけに始まったデモは、僧侶を中心に行われ、彼らの袈裟の色にちなんでサフラン革命と呼ばれた。デモは全国に広まったが、ミャンマー軍（以下、国軍）はこれを武力をもって弾圧、僧侶を含む多くの逮捕者を出した。国家平和発展評議会（SPDC）に対する国内外の非難が高まり、欧米諸国がミャンマーに厳しい経済制裁を課すきっかけになった。

## 背景
2007年8月15日、政府は突然、燃料の公定価格を、ガソリン（1ガロン当たり）1500チャット→2700チャット、ディーゼル1500チャット→3000チャット、圧縮天然ガス（1リットルあたり）10チャット→50チャットに値上げした。一般にはこの値上げがデモの原因とされているが、実はそれ以前に各種公共料金は値上げされており、闇市場では既にガソリンは3800チャット、ディーゼルは4300チャットほどだったのだという。
デモの直接的原因は食料価格の高騰だった。特に米と食用油の価格が2006年頃から急上昇しており、貧しい人々の生活を直撃していた。2007年2月22日には、ヤンゴンで、「ミャンマー開発委員会」を名乗る20人ほどのグループが、物価の安定、教育費の値下げ、社会保障の改善を訴える異例のデモを行っていた。
そして、この際、抗議行動を担ったのは若い僧侶たちだった。この時期、アウンサンスーチー以下国民民主連盟（NLD）幹部は自宅軟禁また投獄されており、また相次ぐ大学の閉鎖で学生運動も停滞していた。一方、人々のお布施で暮らす僧侶は国民の苦境をよく理解しており、6月にはヤンゴンのメギン僧院の僧侶・ウー・ナッゾー（U Nat Zaw）が、全ビルマ青年僧侶連合（All Burma Young Monks’ Union）を結成した。これは1990年のマンダレーにおける僧侶蜂起来初めての、僧侶による独立組織だった。

## 経過
2007年8月19日、NLD元副議長・チーマウンの3回忌に出席したミンコーナイン以下88年世代グループメンバーたちが、たまたま帰りのタクシーが拾えず、バスの運賃も値上がりしていたので歩いて帰ることにしたところ、次々に市民がその列に加わり、やがて燃料価格値上げに反対するデモへと発展した。しかし、この時はミンコーナインと仲間たちがすぐに逮捕されことにより、すぐに沈静化した。
9月5日、マグウェ地方域・パコックの僧侶300人が、生活に困窮する人々に同情してデモを行ったところ、国軍派民兵が僧侶たちを襲撃、さらには僧侶を電柱に縛りつけて銃床で殴打するという事件が起きた。翌6日、怒った僧侶たちは僧院を訪れた政府職員を一時拘束して抗議した。パコックはヤンゴン、マンダレーに次いで教学僧院が多い場所で、ここの僧院で学んだ僧侶が全国にネットワークを築いており、これを通じて事件のニュースは、またたくまに全国に広がった。
9月9日、全ビルマ青年僧侶連合、 全ビルマ僧侶連合連盟（Federation of All Burma Monks' Union）、ラングーン青年僧侶連合（Rangoon Young Monks' Union）、ビルマ僧侶評議会（Sangha Duta Council of Burma）という4つの組織が、全ビルマ僧侶同盟（ABMA）を結成し、以下の4つの要求をSPDCに突きつけた。
1. 9月17日深夜までにパコックの僧侶たちに謝罪すること。
2. 燃料油および生活必需品の価格を引き下げること。
3. アウンサンスーチーおよび他のすべての政治犯を無条件で釈放すること。
4. 国民和解プロセスを開始するために、民主的な野党代表者と対話を行うこと。

9月18日、SLORCが要求を無視したので、パコックのみならず、ヤンゴン、マンダレー、シットウェなどの全国の主要都市で僧侶たちによるデモが始まった。当初、市民は参加を控えるように呼びかけられており、市民は読経しながらデモ行進する僧侶たちを見守り、水などを差し出す程度だった。ちなみに9月18日は1988年にクーデターが起きた日だが、デモのリーダーの1人・ウー・ガウシタ（U Gawsita）によれば、単なる偶然だったのだという。
ヒューマン・ライツ・ウォッチのレポートにはデモに参加した僧侶たちの声が掲載されている。
9月22日、ヤンゴンで2000人の僧侶によるデモ行進が行われ、デモ隊の一部は自宅軟禁下のスーチーの自宅がある大学通りへ向かった。普段、スーチーの自宅周辺の大学通りはバリケードで封鎖されていたが、デモ隊の勢いに押されて治安部隊がこれを解除すると、僧侶は自宅前で読経を始めた。すると、スーチーは玄関の門を開け、5分ほど僧侶に対して立礼した。そして、この様子が海外メディアやインターネットに流れると、デモは一気に拡大した。

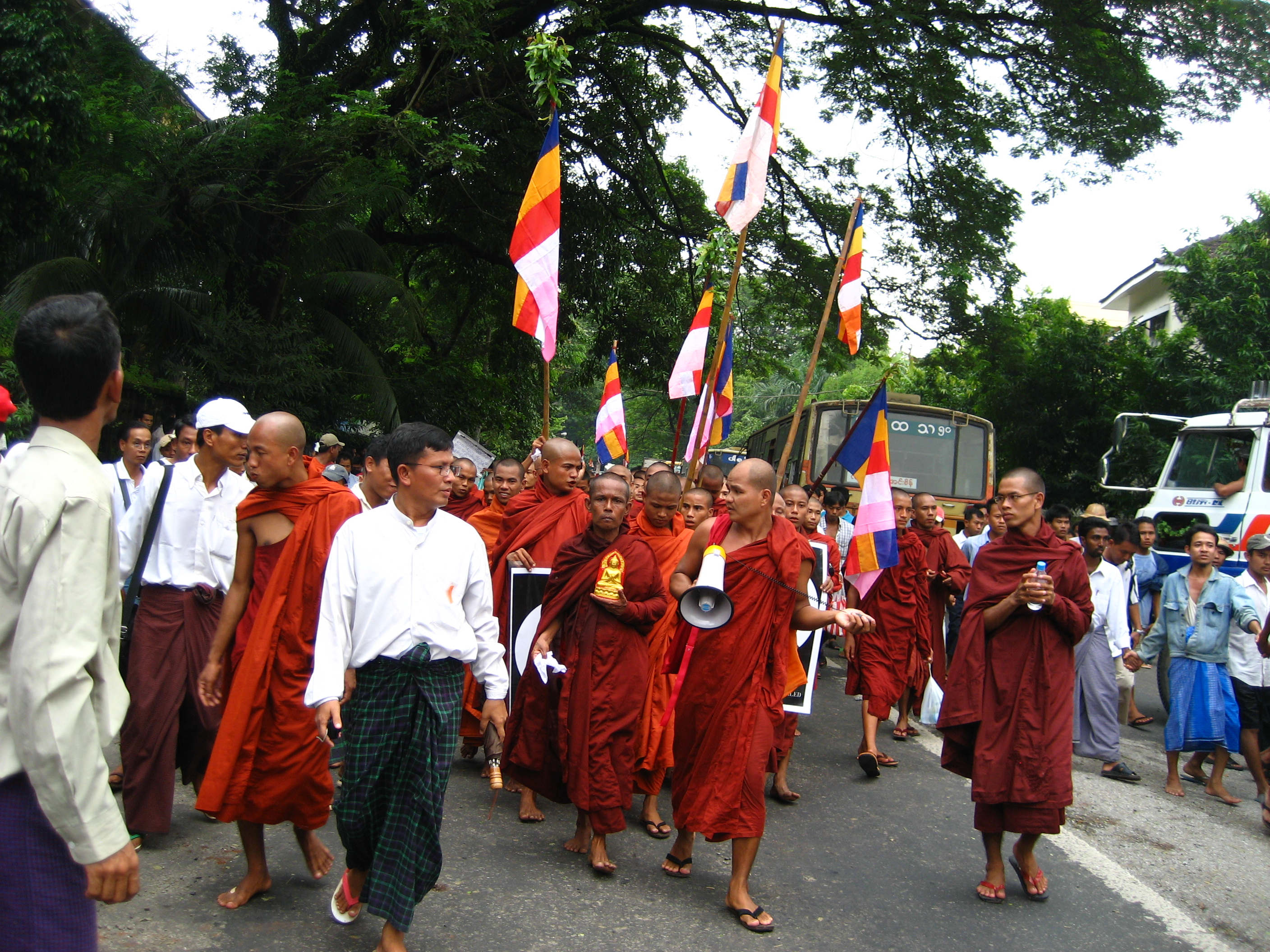
抗議する僧侶

9月23日、150人の尼僧がヤンゴンで抗議に加わった。その日、ヤンゴンでは約1万5,000人の僧侶と市民がデモ行進をした。ABAMは、SPDCが退陣するまで抗議行動を続けるという声明を発表した。

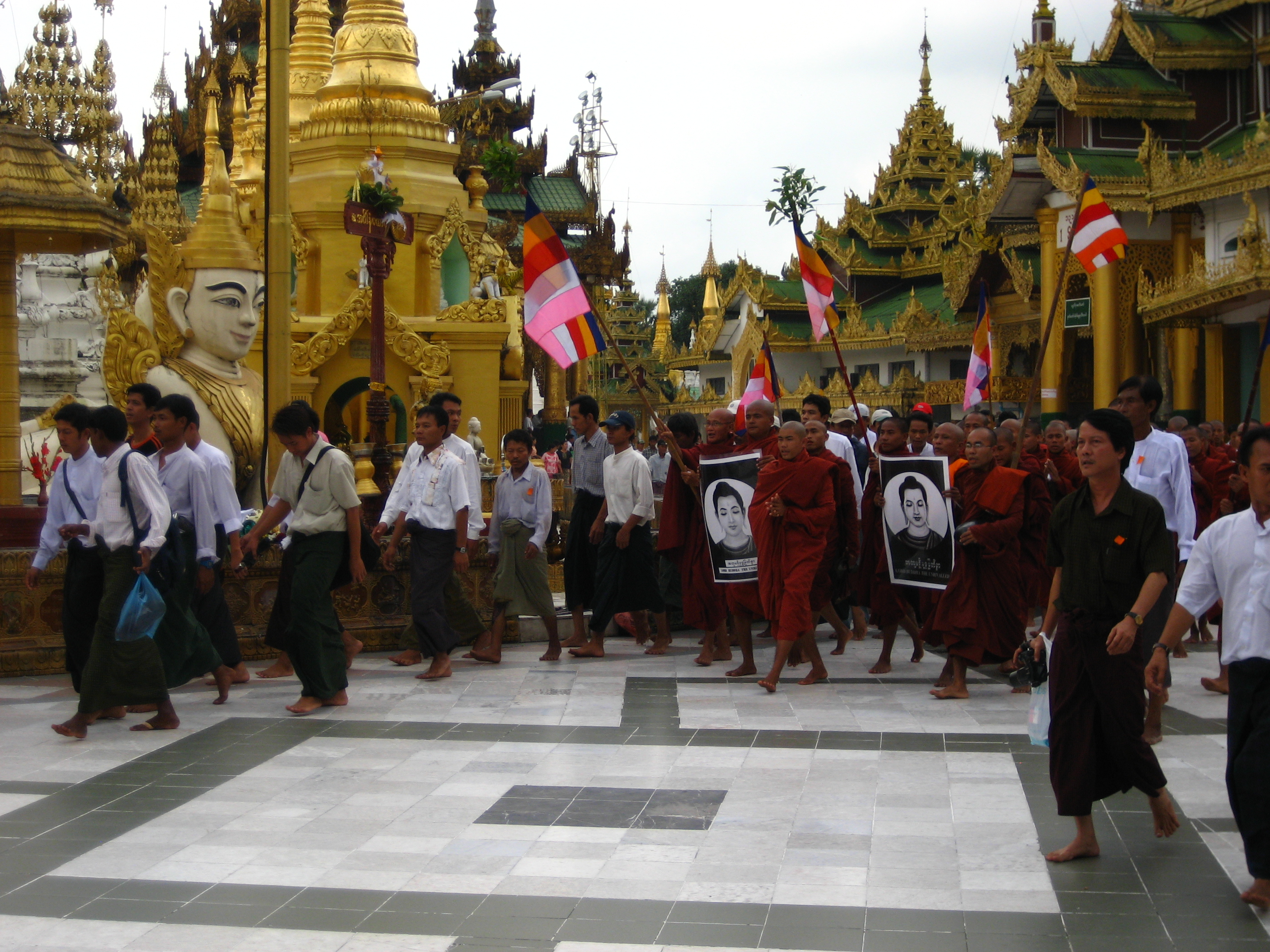
シュエダゴン・パゴダでの抵抗

9月24日、ヤンゴンのデモ参加者が3万人～10万人にまで膨れ上がった。人気コメディアンのザーガナーと人気俳優のチャウトゥが、僧侶に食物と水を提供するためにヤンゴンのシュエダゴン・パゴダへ赴いたとBBCが報じた。デモ行進後、およそ1,000人の僧侶がスーチーの自宅に向かったが、今度は治安部隊によって立ち入りを拒否された。一方、この日、国家サンガ大長老委員会が、「僧侶は世事に関わるべきではない」という声明を発表し、宗教大臣のミンマウンが、国営テレビで「僧侶といえども逸脱行為をするものに対しては、法律にもとづいて処置する」と警告した。
9月25日、ヤンゴンとマンダレーに午後9時～午前5時までの夜間外出禁止令が出され、5人以上の集会が禁止された。シュエダゴン・パゴダ前には国軍のトラックが止められ、デモ参加者を威圧。拡声器が取り付けられた車両がヤンゴン中心部に陣取り、「行進に続かないこと、応援しないこと、参加しないこと。この命令に違反する人々に対して措置はとられる」と警告した。ロイターは、スーチーが23日に拘留され、インセイン刑務所に移動させられたと報じた。
9月26日、ついに治安部隊と国軍がデモ隊の鎮圧に乗り出す。彼らはシュエダゴン・パゴダをバリケード封鎖して、警棒と催涙ガスによってデモ隊を排除した。ヤンゴン各地で治安部隊・国軍とデモ隊の衝突が起きた。同日深夜、治安部隊が8つの僧院を襲撃して、建物を破壊したうえ、500人の僧侶を拘束した。
デモ隊のリーダーの1人・ウー・ガウシタ（U Gawsita）は、その時の様子を以下のように語っている。
9月27日、この日も治安部隊・国軍がデモ隊の衝突が続いた。またこの日、日本人ジャーナリストの長井健司が国軍兵士によって射殺された（#日本人ジャーナリスト射殺事件）。
9月29日、SPDCは「最小限の力の行使で秩序を回復した」とデモの制圧を宣言した。
工藤年博は、デモが短期で制圧された理由として、（１）早期に僧侶が大量に拘束されたこと（２）首都がネピドーに移転していたため、公務員がデモに参加できなかったこと、政府機能を維持できたことを挙げている。
また、デモが発生するや、SPDCは、インターネットの接続を遮断したり、デモ隊にスパイを送りこんでいたことも発覚している。8888民主化運動の際には、デモ参加者の特定に時間を要したことから、デモ隊をビデオ撮影し、身元を特定した上でデモに参加した僧侶を拘束したとされ、1990年代以降、国軍の近代化を図ってきた成果が出たともいえる。

## 犠牲者
11月15日～16日も訪緬した国連人権理事会のパウロ・ピネイロ特別報告官は、死者13人、拘束者2927人、ただし彼が訪緬した時点で2836人は解放されているという情報をSPDCから提供されたのだという。しかし、ピネイロは、12月11日の国連人権理事会で、死者31人、拘束者3000～4000人で、この時点で500人～1000人が拘束中という見方を示した。
12月7日、ヒューマン・ライツ・ウォッチは、ヤンゴンだけでも確認された死者は20人。僧侶や反政府運動を行っていたグループのメンバーなど数百名が消息不明となっているとするレポートを発表した。

## 日本人ジャーナリスト射殺事件
2007年9月27日、ヤンゴンでAPF通信社の契約ビデオジャーナリスト、長井健司が抗議デモの鎮圧を撮影中にミャンマー軍兵士に至近距離から銃撃され死亡した。同日に同記者1名の死亡が日本大使館員によって確認された。警視庁発表の検死結果では、銃弾が左腰背部から右上腹部に抜け、肝臓を損傷して大出血を引き起こして死亡に至ったとされる。ミャンマー政府はデモ隊に対する上空への威嚇射撃の流れ弾によるものであると主張しているが、銃撃される瞬間を捉えた映像からは至近距離にいた兵士にアサルトライフル（ミャンマーでBAシリーズとしてライセンス生産されているH&K G3である事が確認されている）で撃たれたように見える。
この件に関して福田康夫首相は遺憾の意を表明し、町村信孝官房長官は遺憾の意と抗議のコメントをした。高村正彦外務大臣は国連本部でミャンマーのニャン・ウィン外相と会談した際に抗議し、ニャン・ウィン外相は高村外相に対し謝罪したという。30日、薮中三十二外務審議官は特使としてミャンマーへ派遣された。

## 各国の反応
中国 - 中国の最初の公式なコメントは、張志軍中国共産党中央対外連絡部副部長による「政府には双方との最小限の接触があり、その同盟国について内政不干渉という長期的な政策は変わらない。」と述べたものである。にもかかわらず中国政府はミャンマーの軍指導者に対し争いを鎮めるよう要請した。
 日本 - 日本は、ミャンマー政府と民衆が平和のための対話をすることができることを望むと述べた。外務省は9月25日、「我が国として、ミャンマー政府が、デモにおいて示された国民の希望を踏まえつつ、国民和解、民主化に向けた対話を含む真剣な取組を行っていくことを強く期待する」 と表明した。また、日本人1人が銃撃され死亡したのを受け、日本政府はミャンマー軍事政権に対し抗議した。なお、福田康夫首相は9月28日、制裁措置について「日本の援助は人道的な部分も多いので、いきなり制裁ではなく、他国とも相談しながらやっていかなければいけない」とのみ述べた。その後、政府は「人材センター」建設への5億5200万円の資金援助を中止すると発表した が、それ以上の強硬措置は取られていない。
 アメリカ合衆国 - ジョージ・W・ブッシュ大統領は9月25日、「体制の指導者とその財政的支援者」に対する新しい経済制裁（タン・シュエ議長を始めとする政権幹部のアメリカ国内にある資産の凍結）を発動したと発表した。そして、言論、集会と信仰の基本的な自由の否定による「19年の恐怖の支配」を課しているとしてミャンマー軍事独裁政権を非難し、ミャンマー軍事政権に対して断固たる政策を採るよう各国に要請した。